# Chorrera extrincica
Chorrera extrincica är en fjärilsart som beskrevs av Dyar 1919. Chorrera extrincica ingår i släktet Chorrera och familjen mott. Inga underarter finns listade i Catalogue of Life.